# Ramaz Urushadze
Ramaz Peruzovich Urushadze (Tbilissi, 17 de agosto de 1939 - 7 de março de 2012) foi um futebolista georgiano, que atuava como goleiro.

## Carreira
Ramaz Urushadze fez parte do elenco da Seleção Soviética de Futebol, da Euro de 1964.